# Philip Lieberman
Philip Lieberman (1934 - 12 de julho de 2022) foi um linguista, antropólogo e cientista da cognição estadunidense, professor da Universidade Brown. Seus trabalhos de maior destaque enfatizam tópicos da evolução da linguagem e, particularmente, a relação entre a evolução do aparelho vocal e do cérebro humano e a evolução da fala, cognição e linguagem.
Bacharel em engenharia elétrica e Doutor em linguística pelo Instituto Tecnológico de Massachusetts (MIT), ele serviu a Força Aérea dos Estados Unidos no final da década de 1950 e foi professor da Universidade de Connecticut de 1967 a 1974. Após sua estadia nesta última, tornou-se professor da Universidade Brown, onde é emérito. Lieberman foi condecorado com a Bolsa Guggenheim em 1987, deu diversas palestras no Instituto Max Planck de Psicolinguística e também é membro da Associação Americana para o Avanço da Ciência, da Associação Americana de Psicologia e da Associação Americana de Antropologia.

## Obras
- Lieberman, Philip (Junho de 1975). On the Origins of Language. New York: Macmillan. ISBN 0-02-370690-2
- Lieberman, Philip (1984). The Biology and Evolution of Language. Cambridge: Harvard University Press. ISBN 0-674-07413-0
- Lieberman, Philip (2000). Human Language and Our Reptilian Brain. Cambridge: Harvard University Press. ISBN 978-0-674-00793-2
- Lieberman, Philip (2006). Towards an Evolutionary Biology of Language. Cambridge: Harvard University Press. ISBN 0-674-02184-3
- Lieberman, Philip (2013). The Unpredictable Species. [S.l.]: Princeton University Press